# 蘇志摩利
蘇志摩利（そしまり）とは、雅楽の一曲。別名を長久楽（ちょうきゅうらく）、または蘇尸茂利（そしもり）ともいう。
右方（高麗楽）に属する6人舞。なお新楽では4人舞。高麗双調（こまそうじょう）。
『教訓抄』高麗部に記載がある。近衛天皇の久安年間（1145年-1150年）に此樂今者絶とされる。『日本紀通證』（谷川士清）において、高麗曲に樂名蘇志摩利 又樂具蘇志麻理ありとされるという。
明治に再興されたが1905年（明治38年）に第二次日韓協約・韓国統監府設置記念で林広継に再興が命じられたとも、1911年（明治44年）に芝葛鎮による再興との説があるという。　近年では2001年（平成13年）に明治神宮で舞われた。
番舞としては蘇莫者とセットで用いられる。

## 由来
『和名類聚抄』二十巻本第10卷にある蘇志摩利の記述を引用した『先代旧事本紀』（序文部分は日本紀講筵の際提出された偽書とされる）巻第四 地祇本紀の素戔烏尊によるヤマタノオロチ退治の前段の分注記事による。
しかしこの『先代旧事本紀』は平安時代に作られた偽書であり、該当部分の原典は『日本書紀』 卷第一 第八段 一書第四のヤマタノオロチ退治の前段に出てくる曾尸茂梨についての記述である。
従って楽曲としての名称は「ソシマリ」（蘇志摩利）または「ソシモリ」（蘇尸茂利）であるが、その名称の元になった伝説上の地名は「ソシモリ」（曾尸茂梨）の方であって「ソシマリ」ではないから注意が必要である（ソシマリはソシモリが訛ったものである）。

## 諸説
『釈日本紀』（述義）にある陽成天皇による878年（元慶2年）の日本紀講筵の元慶度講書（878年（元慶2年）-881年（元慶5年））で、惟良宿禰高尚（惟良高尚）がソシモリを今の蘇之保留と解説し、その分注に「此説甚可驚云々」とされた。その後、江戸時代の国学勃興者までながらく議論らしきものはなかったが、江戸時代から戦前にかけて『日本書紀』の曾尸茂梨が現在のどこにあたるのか盛んに議論され、候補地をあげる説が次々あらわれ、その数は戦前の段階で北は咸鏡北道から南は済州島まで、朝鮮半島の各地に8ヶ所にも及んだ。
それらの中で比較的有名な説は、吉田東伍の「古代半島諸国興廃概考」（1891年（明治24年）8月号『史学会雑誌』21号p.21～22。）で、曾尸茂梨を春川の　とし、素戔嗚尊が彼の地にあまくだったのは中国の春秋戦国時代の西暦紀元前4世紀と推定した。同論文は後に、『日韓古史断』（1911年（明治44年））の34-35ページの記述となり 、この説に準拠して朝鮮の江原道春川郡の牛頭山に江原神社がつくられた。（1918年（大正7年）に社が建てられ、1941年（昭和16年）10月1日、国幣小社になった。）
しかし場所についての論争に決着はつかないままである。
またソシモリの語源や語義についても戦前から多くの説がある。
二つほど例をあげると、金沢庄三郎は『日鮮同祖論』（復刻版　成甲書房、1978年（昭和53年））で「曽尸茂梨の（助辞）尸を除いたソモリは、徐伐すなわちソホリと音韻上一致するもので、モとホすなわちｍｐ音の相通である」とした。また韓国の宗教文化研究院長の崔俊植（梨花大学教授）は、ソシモリは、「ソシ」は「高い柱」、「モリ」は「頂上・てっぺん」、「ソシモリ」は「高い柱の頂上」という意とした。

## 関連する神社
「曾志茂利」という名が関連する神社は、熱田神宮の末社（南新宮社の正面左手に南面）に曽志茂利社がある。後一条天皇の時代（1008年 - 1036年）に津島神社の境内摂社「居森社」から勧請したもので、祭神は牛頭天王とされていたが、神仏分離以降は祭神は「居茂利大神」とされ、この神名は素盞嗚尊の別称とされている。

## 注
1. ↑  楽曲解説（高麗楽の部・高麗平調／高麗双調）
2. ↑  明治神宮 平成13年春の大祭 奉祝舞楽
3. ↑  早稲田大学図書館蔵音楽部第十　曲調類第四十九
4. ↑  先代舊事本紀卷第四 地祇本紀
5. ↑  日本書紀 卷第一 神代一
6. ↑  日韓古史断国会図書館近代デジタルライブラリ
7. ↑  日韓古史断34-35
8. ↑  近現代韓日関係研究史 －日本人の韓国史研究を中心に―
9. ↑  鶴見三千代の祖父によるという：